# San Francisco
San Francisco, în mod oficial [The] City and county of San Francisco, este al-patrulea cel mai populat oraș din statul California ci al șaptesprezecelea oraș din Uniune după număr de locuitori, cu o populație aproximată de 874.000 locuitori (recensământul 2020). Pe timp ce zona metropolitană San Francisco, numită "San Francisco Bay Area" găzduiește o populație de peste 4.5 milioane de locuitori. Orașul este situat în vârful peninsulei San Francisco și este locul central al ariei geografice numită "San Francisco Bay Area". San Francisco este cel de-al doilea mare oraș după densitate în Statele Unite ale Americii.
Conform unei analize publicate de Culture Trip în 2016, face parte din primele zece cele mai moderne orașe din lume.

## Istorie
În 1776 coloniștii spanioli s-au stabilit în vârful peninsulei San Francisco, construind o fortareață la Golden Gate și o biserică numită în cinstea Sfântului Francisc din Assisi. Ca rezultat al goanei după aur în California în 1848, orașul a intrat într-o perioadă de creștere rapidă. După ce a fost devastat de cutremurul și incendiul din 1906, orașul a fost reconstruit rapid.

## De văzut

Imagini
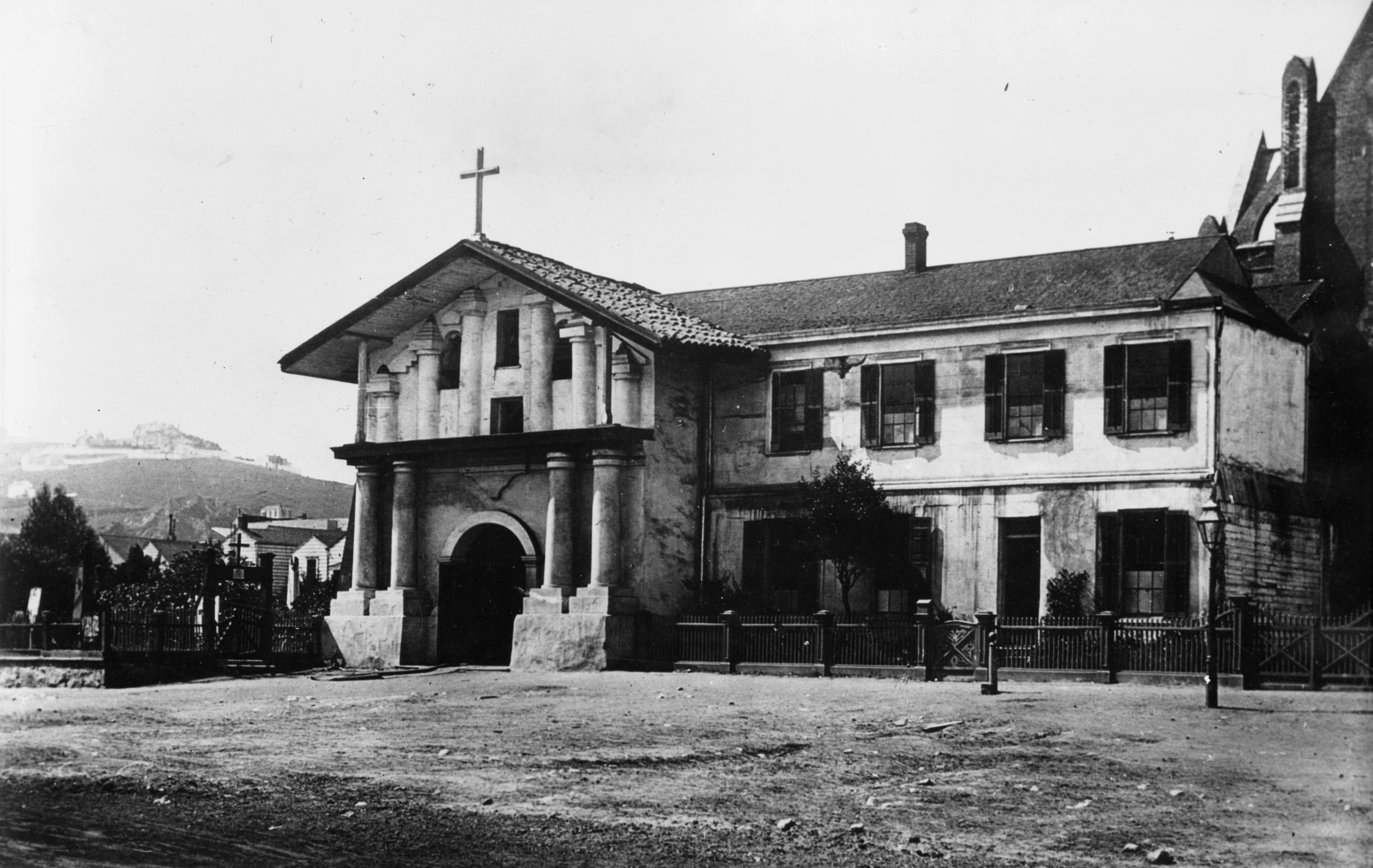
Biserica misionară „San Francisco”, cea mai veche clădire din oraș
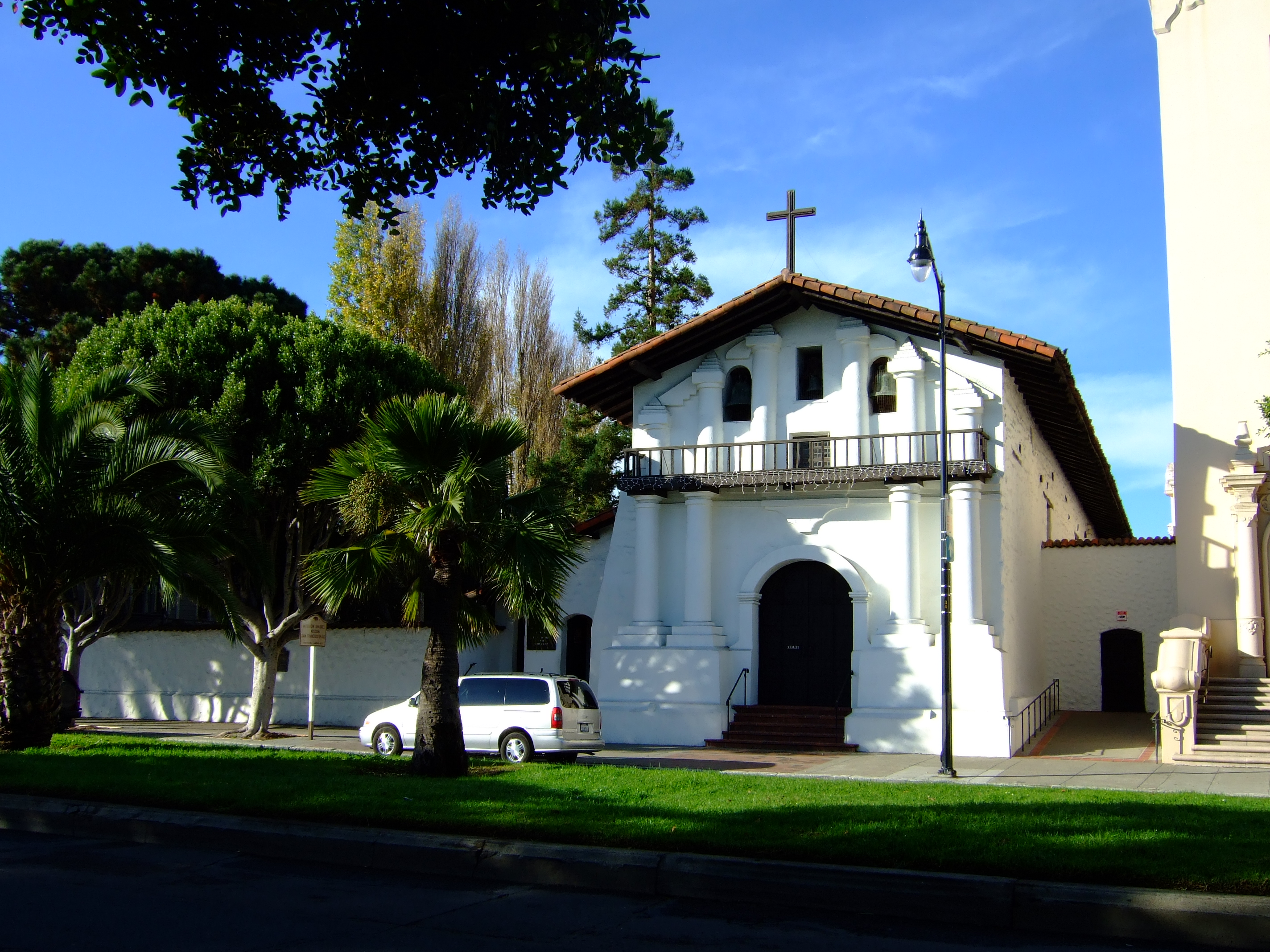
Biserica „San Francisco” (2008)

## Personalități născute aici
- Luis Walter Alvarez (1911 - 1988), , fizician, Premiul Nobel pentru fizică;
- Owen Chamberlain (1920 - 2006), fizician, Premiul Nobel pentru fizică;
- Joan Brady (n. 1939), scriitoare;
- Terry Bozzio (n. 1950), baterist;
- Kurt Fuller (n. 1953), actor;
- Jamie Chung (n. 1983), actriță;